# La noia del timbal
La noia del timbal (títol original: The Little Drummer Girl) és un thriller americà dirigit per George Roy Hill el 1984 adaptació de la novel·la de espionatge homònima de John le Carré. La pel·lícula, protagonitzada per Diane Keaton, Yorgo Voyagis i Klaus Kinski, ha rebut crítiques variades. Ha estat doblada al català.

## Argument
Basada a Europa i a l'Orient Mitjà, la intriga segueix una missió del Mossad que pretén fer sortir del seu amagatall un que posa bombes de l'OLP anomenat Khalil (Sami Frey). Per capturar-lo, l'agència d'informació segresta i mata el seu germà, a continuació recluta una actriu americana i antisionista de nom Charlie (Diane Keaton) perquè es faci passar per una amiga de l'home mort, esperant que Khalil accepti comunicar-se amb ella. Charlie fa tot el que el Mossad demanda i la seva infiltració és perfectament aconseguida, fins al punt que ja no pot escapar-se.

## Repartiment
- Diane Keaton: Charlie
- Yorgo Voyagis: Joseph
- Klaus Kinski: Martin Kurtz
- Sami Frey: Khalil
- Michael Cristofer: Tayeh
- Eli Danker: Litvak
- Ben Levine: Dimitri
- Jonathan Sagall: Teddy
- Shlomit Hagoel: Rose
- Juliano Mer: Juliol
- Sabi Dorr: Ben
- Doron Nesher: David
- Smadar Brener: Toby
- Shoshi Marciano: Rachel
- Philipp Moog: Aaron
- Bill Nighy: Al
- David Suchet: Mesterbein
- John le Carre: Comandant